# كريستيان موران
كريستيان موران (بالإسبانية: Cristián Morán)‏ هو لاعب كرة قدم تشيلي في مركز الدفاع، ولد في 27 يوليو 1984 في شيغوانتي في تشيلي. لعب مع أرتورو فرنانديز فيال.